# 1005

## Родени
- Исак I, византийски император (приблизителна дата)